# Григорович СУВП
Літак СУВП — пасажирський високоплан.

## Історія
Літак був збудований у 1925 році українським і радянським авіаконструктором Дмитром Павловичем Григоровичем на фабриці «Красный лётчик» в Петрограді. Фюзеляж складався з металевих труб, обтягнутих тканиною, а крила були виготовлені з дерева. Лише один літак ціїє моделі було виготовлено спеціально на замовлення першої української авіакомпанії «УкрВоздухПуть».